# フランコ・ゼフィレッリ
フランコ・ゼッフィレッリ（Franco Zeffirelli, 1923年2月12日 - 2019年6月15日）は、イタリア・フィレンツェ出身の映画監督・脚本家・オペラ演出家、政治家である。

## 来歴
双方別の相手と婚姻中の、お針子だった母親と服のセールスマンだった父親との間の情事によって婚外子として生まれる。子供の名を付ける必要があった母親は、モーツァルトのオペラ『イドメネオ』のアリア『Zeffiretti lusinghier』（やさしくそよ吹く風よ）からとってZeffirettiとするつもりであったが、役所での誤記によってZeffirelliとなった。
フィレンツェに住むイギリスの人々の上流階級のコミュニティで育つ。そのため英語が堪能であり、無党派だった彼は第二次世界大戦の際にはイギリス陸軍の通訳として働いた。

## キャリア
ルキノ・ヴィスコンティのスタッフとして演劇界入りし、主に美術・装置を担当した。ヴィスコンティが映画に進出すると、その助監督も経験した。間もなく自らも映画監督を手掛けるようになった。古典劇をベースにした清爽な青春映画で知られる。1968年の『ロミオとジュリエット』では原作に忠実でオリビア・ハッセー、レナード・ホワイティングらティーンエイジの役者を主役に起用して世間を驚かせ、シェイクスピアの映画化としては最高のヒットを記録させた。1972年の『ブラザー・サン シスター・ムーン』は中世の修道士、聖フランチェスコの物語を題材に、信仰に目覚めた若い日々に焦点を絞ることで青春映画の快作に仕立て上げた。
また映画だけでなく演劇の演出も手掛け、オペラ演出を活動の中心とし、ウィーン国立歌劇場、ミラノ・スカラ座、ニューヨーク・メトロポリタン歌劇場、ロンドン・ロイヤル・オペラ・ハウスなど、世界各地の主要歌劇場で演出を行い、特に自国イタリア出身の作曲家ヴェルディやプッチーニなどの作品は知られている。読み替え演出全盛の現代ではオーソドックスな保守派に属し、大がかりな装置や人間・動物のモブを詰め込んだ舞台は、そのキャリア全盛期にあっても評論家から酷評されがちであった。そのため「ゼッフィレッリ」という名前自体が侮蔑的な響きを帯びていたなどとも言われる一方で、豪華絢爛な舞台作りにより保守的な傾向が強い。メトロポリタン歌劇場では1964年にヴェルディの『ファルスタッフ』でデビューし、1998年の『椿姫』、そしてそれ以降、話題の中心にあった。映画の題材にもマリア・カラスなど、オペラに関するものを数多く手がけている。
プライベートではゲイであることを公にしていたが、ゲイという呼称を嫌い、ホモセクシュアルという表現を好んで用いた。
2016年、イタリアの歴史家による研究チームはレオナルド・ダ・ヴィンチの存命する血縁者約35人を発見したと発表し、その中にフランコ・ゼッフィレッリも含まれていた。ダ・ヴィンチの遺体は16世紀に失われたためDNA検査を行うことはできないが、教会や地方議会などの文書を調べ家系図を作成した。ダ・ヴィンチ自身に子供はいないが多くの兄弟がおり、これらの人物が調査の対象となった。
2019年6月15日、ローマにある自宅で死去。

## 主な監督作品
- じゃじゃ馬ならし The Taming of the Shrew (1967)
- ロミオとジュリエット Romeo and Juliet (1968)
- ブラザー・サン シスター・ムーン Fratello sole, sorella luna (1972)
- ナザレのイエス Gesù di Nazareth (1977)
- チャンプ Champ (1979)
- エンドレス・ラブ Endless Love (1981)
- トラヴィアータ/椿姫 La Traviata (1982)
- オテロ Otello (1985)
- トスカニーニ Il Giovane Toscanini (1988)
- ハムレット Hamlet (1990)
- 尼僧の恋 Storia di una capinera (1993)
- ジェイン・エア Jane Eyre (1996)
- ムッソリーニとお茶を Tea with Mussolini (1998)
- 永遠のマリア・カラス Callas Forever (2002)

## 著書
- 『ゼッフィレッリ自伝』 木村博江訳、東京創元社、1989年／創元ライブラリ文庫、1998年。[7]